# Marie, Reine de Rodrigues
 (février 2024).
Si vous disposez d'ouvrages ou d'articles de référence ou si vous connaissez des sites web de qualité traitant du thème abordé ici, merci de compléter l'article en donnant les références utiles à sa vérifiabilité et en les liant à la section « Notes et références ».

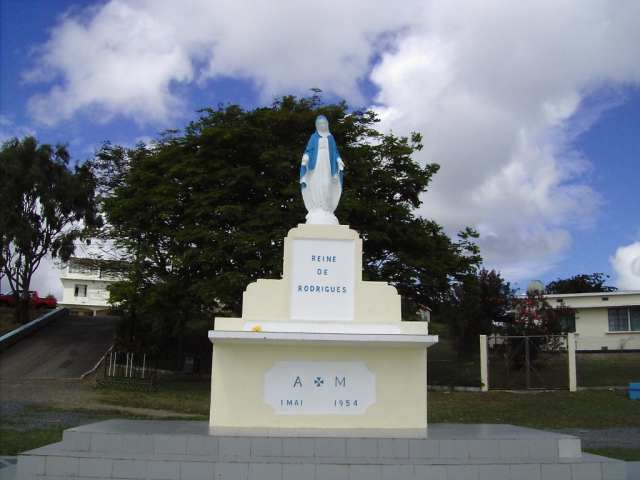
Reine de Rodrigues

Marie, Reine de Rodrigues est une statue de la Vierge, de six pieds, érigée sur les hauteurs de Pointe Canon. La statue domine le chef lieu de Rodrigues, Port Mathurin et est un lieu de rassemblement des catholiques de l’île ainsi qu’un site touristique et historique.
La statue de ciment arriva à Rodrigues en novembre 1953 par Le Floréal et son inauguration eut lieu le 1er mai 1954.
L’idée d’une telle statue dans l’île est du père Charles Streicher, curé de Rodrigues en 1948. Il voulut élever en miniature un monument comme celui de Monument Marie Reine de la Paix Port-Louis, qu’il avait fait ériger à Maurice. C’est à son successeur, le père Gandy que revint l’initiative de passer commande pour la statue en ciment.
Alex Perrine, premier prêtre rodriguais à servir le Vicariat Apostolique de l’île, fut ordonné en ce lieu le 15 août 2008.